# Johann Immanuel Müller
Johann Immanuel Müller (Erbsleben, 1774 - 1839) fou un compositor i organista alemany.
Fou mestre de l'escola de nenes de la seva població nadiua i deixà simfonies, obertures, quintets, quartets i trios per a instruments de corda, concerts per a diversos instruments, sonates per a piano i algunes obres religioses.
A més se li deuen:
- Dr, Martin Luther's Verdienste um die Musik nebst einem Verzeichnisse der vom demselben Componisten geistlichen, (Erfurt, 1807.
- Kleine Singschule oder Gesanglehre mit Uebungutücken, Erfurt, 1823)